# Campeonato da África do Sul de Ciclismo em Estrada

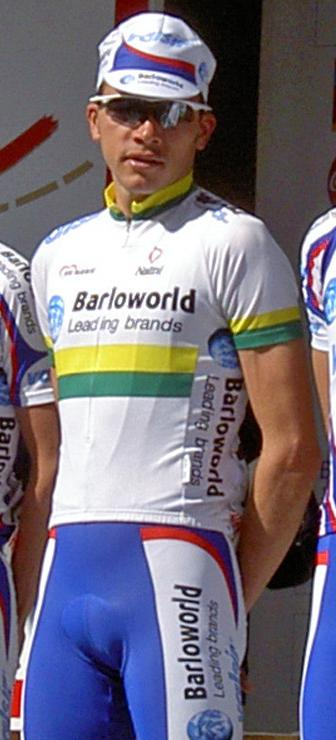
Ryan Cox vestido como campeão da África do Sul em estrada

Os Campeonatos da África do Sul de Ciclismo em Estrada se organizam todos os anos.

## Palmarés
| Ano  | Vencedor                    | Segundo                     | Terceiro                    |
| ---- | --------------------------- | --------------------------- | --------------------------- |
| 1995 | Malcolm Lange               |                             |                             |
| 1997 | Rodney Green                | Jac-Louis Van Wijk          | Jacques Fullard             |
| 1998 | Simon Kessler               | Jacques Fullard             | Malcolm Lange               |
| 1999 | Malcolm Lange               | Rudolf Wentzel              | Jacques Fullard             |
| 2000 | Simon Kessler               | Kosie Loubser               | Rudolf Wentzel              |
| 2001 | Jacques Fullard             | Simon Kessler               | Owen Hannie                 |
| 2002 | Tiaan Kannemeyer            | Ryan Cox                    | Morné Bester                |
| 2003 | David George                | Malcolm Lange               | Rodney Green                |
| 2004 | Ryan Cox                    | David George                | Nicolas White               |
| 2005 | Ryan Cox                    | Tiaan Kannemeyer            | Rodney Green                |
| 2006 | Jacques Fullard             | Darren Lill                 | David George                |
| 2007 | Malcolm Lange               | David George                | Neil MacDonald              |
| 2008 | Ian Mcleod                  | Jacques Janse Van Rensburg  | Waylon Woolcock             |
| 2009 | Jamie Ball                  | Daryl Impey                 | Kosie Loubser               |
| 2010 | Christoff Van Heerden       | Nicolas White               | James Lewis Perry           |
| 2011 | Darren Lill                 | Burry Stander               | Christoff Van Heerden       |
| 2012 | Robert Hunter               | Reinardt Janse van Rensburg | Johann Rabie                |
| 2013 | Jay Thompson                | Johann Rabie                | Ian McLeod                  |
| 2014 | Louis Meintjes              | Daryl Impey                 | Jay Robert Thomson          |
| 2015 | Jacques Janse Van Rensburg  | Daryl Impey                 | Julius Jayde                |
| 2016 | Jacobus Venter              | Stefan de Bod               | Reinardt Janse van Rensburg |
| 2017 | Reinardt Janse Van Rensburg | Stefan de Bod               | Willie Smit                 |
| 2018 | Daryl Impey                 | Jacques Janse Van Rensburg  | Nolan Hoffman               |
| 2019 | Daryl Impey                 | Ryan Gibbons                | Stefan de Bod               |